# Cadlina pellucida
Cadlina pellucida é uma espécie de molusco pertencente à família Cadlinidae.
A autoridade científica da espécie é Risso, tendo sido descrita no ano de 1826.
Trata-se de uma espécie presente no território português, incluindo a zona económica exclusiva.

## Sinónimos
Os sinónimos desta espécie são:
- Doris pellucida Risso, 1826
- Echinochila pellucida (Risso, 1826)
- Cadlina clarae Von Ihering, 1881